# Eurylaimus
Eurylaimus Horsfield, 1821 è un genere di uccelli passeriformi della famiglia degli Eurilaimidi.

## Etimologia
Il nome scientifico del genere deriva dall'unione delle parole greche εὐρύς (eyrys, "largo") e λαιμός (laimós, "collo"), in riferimento all'aspetto massiccio di questi uccelli.

## Descrizione
Gli eurilaimi sono uccelli di dimensioni medio-piccole, dall'aspetto tozzo, muniti di una grossa testa con un becco assai largo e piuttosto allungato, grandi occhi e ali piuttosto corte. La colorazione è più chiara nell'area ventrale e scura su testa e ali, dove sono inoltre presenti striature giallastre.

## Distribuzione e habitat
Le specie ascritte al genere sono diffuse in Sud-est asiatico, dove abitano le aree alberate.

## Tassonomia
Al genere vengono ascritte due specie:
- Eurylaimus javanicus Horsfield, 1821 - beccolargo fasciato
- Eurylaimus ochromalus Raffles, 1822 - beccolargo giallonero

Al genere sono state tradizionalmente ascritte le due specie di eurilaimo caruncolato, attualmente classificate nel genere Sarcophanops e non particolarmente vicine a Eurylaimus, che appare invece affine al clade Serilophus-Cymbirhynchus.